# Айтаханов, Ерлан Куанышович
Ерлан Куанышович Айтаханов (каз. Ерлан Қуанышұлы Айтаханов; род. 10 декабря 1971, Чимкентская область) — казахстанский государственный деятель, аким Шымкента с июля 2019 по январь 2020 года.

## Биография и карьера
Родился 10 декабря 1971 года в Алгабасском районе, Чимкентской области.
В 1994 году получил высшее образование в Московском государственном университете имени Ломоносова по специальности «экономист», а в 2001 году получил юридическое образование в Казахской государственной юридической академии. После окончания МГУ в 1995 году перешел в Центрально-Азиатский банк сотрудничества и развития, где проработал несколько месяцев. С 1995 по 1997 год был финансовым директором российской компании «Gazoil». В 1997 году Айтаханов поступил на работу в государственную железнодорожную компанию «Қазақстан темір жолы», где сначала возглавил отдел маршрутной сети, а затем стал заместителем директора дочерней компании. С 1999 по 2002 год занимал должности заместителя начальника, затем начальника Управления финансов и учета, а затем начальника управления экономики, финансов и учета «Қазақстан Темір Жолы». С 2002 года перешёл на работу в государственные органы. В 2002—2003 годах работал в Министерстве транспорта и коммуникаций РК, затем был советником председателя Агентства по регулированию естественных монополий и защите конкуренции. В 2005—2006 годах возглавлял региональное отделение данного агентства в Алматы. Позже он ушел с этой должности и работал в акимате города Алматы и Министерстве финансов Казахстана.

## Политическая деятельность
В марте 2009 года Айтаханов был назначен заместителем акима Южно-Казахстанской области. С февраля 2012 года по октябрь 2014 года работал в администрации Президента Казахстана, затем снова вернулся на должность заместителя акима области. В январе 2016 года назначен акимом Отрарского района Южно-Казахстанской области. С 30 июля 2019 года занимал пост акима Шымкента. 21 января 2020 года был освобождён от должности.

## Личная жизнь
Отец — Куаныш Айтаханов (род. 14 ноября 1947), казахстанский государственный деятель, занимавший должность депутата Сената Парламента Республики Казахстан, а также ранее руководивший Отырарским районом.
Владеет русским, казахским и английским языками.